# Análise de covariância
A análise de covariância (ANCOVA) é um modelo linear geral que combina análise de variância (ANOVA) e regressão. A ANCOVA avalia se as médias de uma variável dependente (VD) são iguais entre os diferentes níveis de um variável independente categórica (VI), muitas vezes chamada de tratamento, apesar de estatisticamente controlar os efeitos de outras variáveis contínuas que não são de interesse primário, conhecidas como covariáveis (CV) ou variáveis incômodas. Matematicamente, a ANCOVA decompõe a variância na VD em variância explicada pela(s) CV(s), variância explicada pela VI categórica e variância residual. Intuitivamente, a ANCOVA pode ser pensada como 'ajustando' a VD pelo meio de grupo da(s) CV(s).
O modelo ANCOVA assume uma relação linear entre a resposta (DV) e a covariável (CV):
{\displaystyle y_{ij}=\mu +\tau _{i}+\mathrm {B} (x_{ij}-{\overline {x}})+\epsilon _{ij}.}
Nesta equação, a VD, {\displaystyle y_{ij}} é a jª observação sob o iº grupo categórico; a CV, {\displaystyle x_{ij}} é a j ésima observação da covariável sob o i ésimo grupo. Variáveis no modelo que são derivadas dos dados observados são {\displaystyle \mu } (a grande média) e {\displaystyle {\overline {x}}} (a média global para covariável {\displaystyle x}) As variáveis a serem ajustadas são {\displaystyle \tau _{i}} (o efeito do i th nível do IV), {\displaystyle B} (a inclinação da linha) e {\displaystyle \epsilon _{ij}} (o termo de erro não observado associado para a j ésima observação no i ésimo grupo).

## Usos

### Aumentar a potência
A ANCOVA pode ser usada para aumentar a potência estatística (a probabilidade de uma diferença significativa ser encontrada entre os grupos, quando existe), reduzindo a variância do erro dentro do grupo. Para entender isso, é necessário entender o teste usado para avaliar as diferenças entre os grupos, o teste F. O teste F é calculado dividindo a variância explicada entre os grupos (por exemplo, diferenças de recuperação médica) pela variância inexplicada dentro dos grupos.
Se esse valor for maior que um valor crítico, concluímos que há uma diferença significativa entre os grupos. A variância inexplicada inclui a variância do erro (por exemplo, diferenças individuais), bem como a influência de outros fatores. Portanto, a influência das CVs está agrupada no denominador. Quando controlamos o efeito das CVs na VD, o removemos do denominador tornando F maior, aumentando assim seu poder de encontrar um efeito significativo, se houver.

## Suposições
Existem várias premissas importantes que fundamentam o uso da ANCOVA e afetam a interpretação dos resultados. Os pressupostos da regressão linear padrão são válidos; além disso, presumimos que a inclinação da covariável é igual em todos os grupos de tratamento (homogeneidade das inclinações de regressão).

### Premissa 1: linearidade da regressão
A relação de regressão entre a variável dependente (VD) e as variáveis concomitantes deve ser linear.

### Premissa 2: homogeneidade de variâncias de erro
O erro é uma variável aleatória com média zero condicional e variâncias iguais para diferentes classes de tratamento e observações.

### Premissa 3: independência dos termos de erro
Os erros não estão correlacionados. Ou seja, a matriz de covariância do erro é diagonal.

### Premissa 4: normalidade dos termos de erro
Os resíduos (termos de erro) devem ser normalmente distribuídos ({\displaystyle \epsilon _{ij}} ~ {\displaystyle N(0,\sigma ^{2})}).

### Premissa 5: homogeneidade das inclinações de regressão
As inclinações das diferentes linhas de regressão devem ser equivalentes, isto é, as linhas de regressão devem ser paralelas entre os grupos.

## Considerações de potência
Embora a inclusão de uma covariável em uma ANOVA geralmente aumente a potência estatística, contabilizando parte da variância na variável dependente e, assim, aumentando a razão da variância explicada pelas variáveis independentes, adicionar uma covariável à ANOVA também reduz os graus de liberdade. Conseqüentemente, adicionar uma covariável que responde por muito pouca variação na variável dependente pode, na verdade, reduzir a potência.